# Митна площа (Одеса)
Митна площа — одна із центральних площ Одеси, розташована в історичному центрі на дні Карантинної балки, у місці стику узвозів Ланжеронівського, Польського, Деволанівського і Карантинного, а також початку вулиці Приморської.
Площа була утворена на дні Карантинної балки, яка вела до Карантинної гавані Одеського порту, і згадується ще у 1817 році, коли її було вкрито бруківкою. Тоді вона згадується під назвою Площа біля Карантинної пристані. Від карантинної пристані площа і дістала свою першу назву у 1828 році — Карантинна площа. Згодом, у 1831 році, площу назвали Платонівська, в честь Платона Зубова. Після відкриття у 1835 році у Карантинній гавані митного пункту, площу було названо Митною. Із цією назвою площа проіснувала до 1860 року, коли тут була зведена адміністративна будівля порту із портовою брамою. Відтоді площу було названо Портовою, але вже у 1888 році названо Приморською.

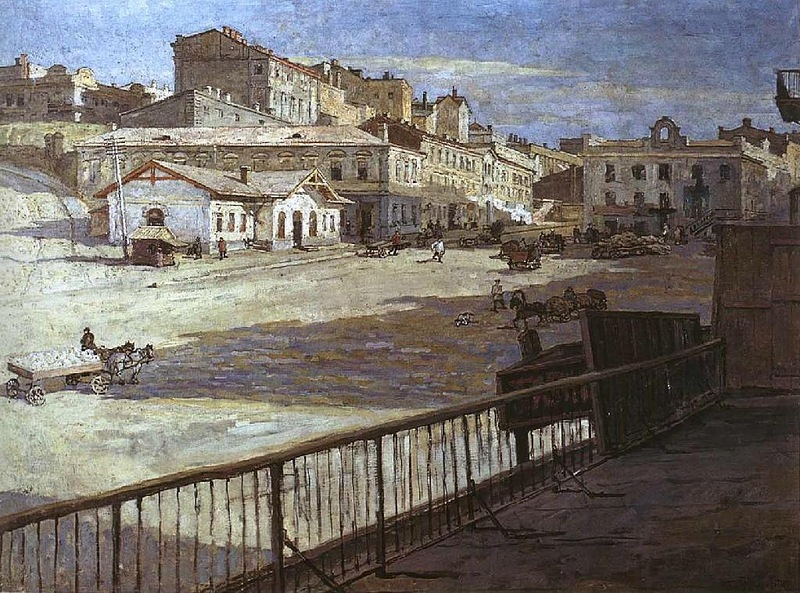
Вигляд Митної площі на початку 20-го століття

На початку 20-го століття площа знову згадується як Митна і із цією назвою існує до середини століття, коли змінює назву на Деволанівську. Точну дату зміни назви невідомо, але у 1959 році площа згадується саме як Деволанівська площа, із посиланням на 1958 рік. 20 листопада 1958 року на площі було відкрито пам'ятник Вакуленчуку. Як повідомляється у наказі про перейменування площі, Деволанівську площу названо площею Вакуленчука (в честь Григорія Вакуленчука) за побажаннями трудящих, проявленими під час відкриття монументу. У 1995 році площі було повернено назву Митна.